# Rio Dâmbovicioara
O Rio Dâmbovicioara é um rio da Romênia, afluente do Dâmboviţa, localizado no distrito de Argeş.